# Raphithericles rotundatus
Raphithericles rotundatus är en insektsart som beskrevs av Marius Descamps 1977. Raphithericles rotundatus ingår i släktet Raphithericles och familjen Thericleidae. Inga underarter finns listade i Catalogue of Life.